# Spectralon

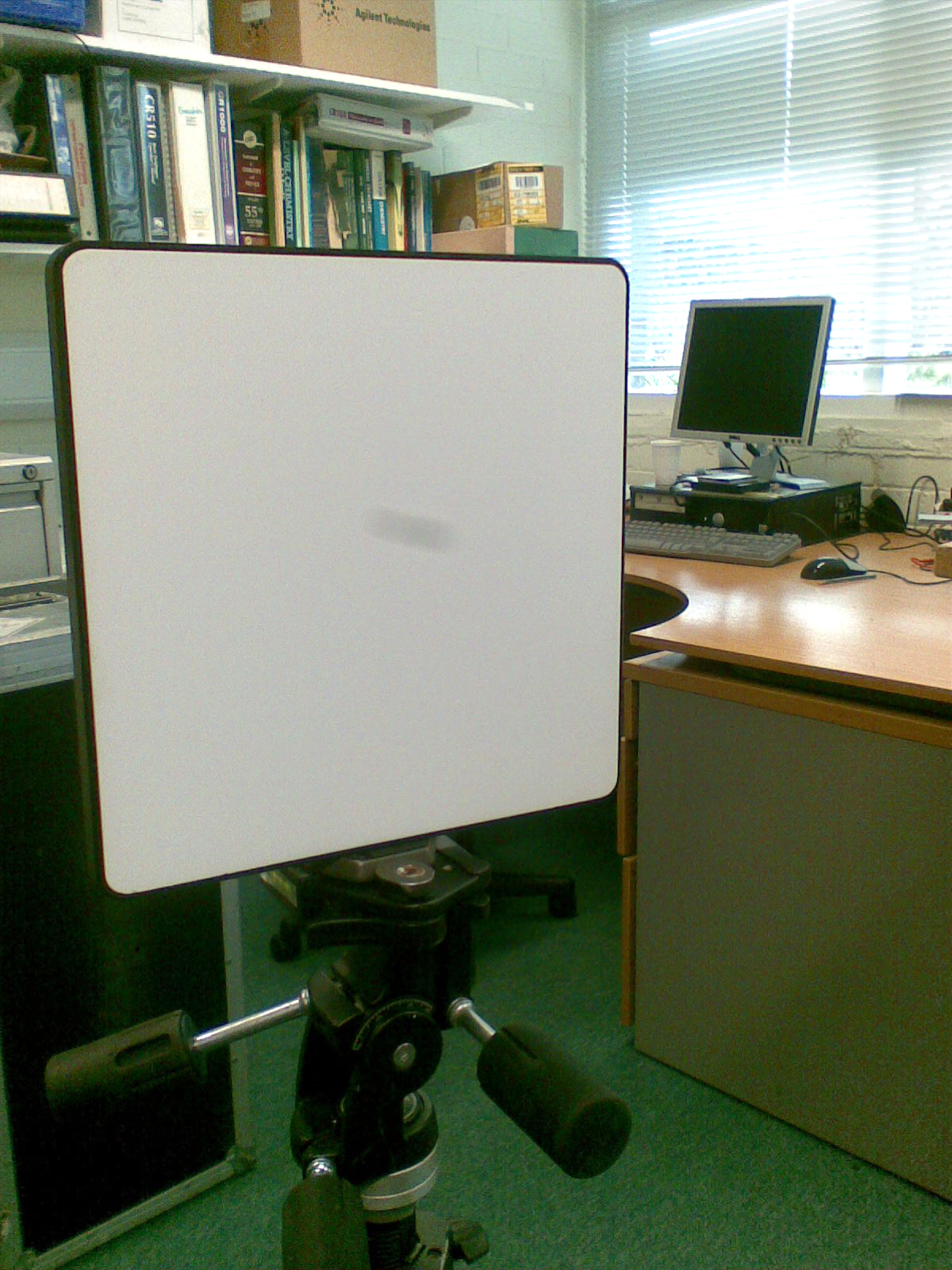
Eine Tafel aus Spectralon

Spectralon ist ein Material aus gesintertem PTFE, das einen äußerst hohen und gleichmäßigen Reflexionsgrad sowohl im Ultravioletten (UV) als auch im Sichtbaren (VIS) und im nahen Infrarotbereich (NIR) des elektromagnetischen Spektrums aufweist. Es zeigt lambertsches Reflexionsverhalten, reflektiert also sehr diffus bzw. matt. Es wird in vielfältiger Form in optischen Komponenten eingesetzt, z. B. als Reflexionsstandard, in Kalibriermustern, Ulbricht-Kugeln und Lasern.

## Eigenschaften
Die Härte ist vergleichbar mit „High-Density“-Polyethylen (PE-HD). Es ist thermisch stabil bis über 350 °C. Das Material ist chemisch inert gegenüber vielen Basen außer sehr starken wie z. B. Natriumamid oder Lithiumverbindungen. Es ist äußerst hydrophob, absorbiert aber unpolare Lösungsmittel, Fette und Öle.
Materialverunreinigungen können nur schwer entfernt werden, daher sollte das Material möglichst pfleglich behandelt werden. Kleinere Verunreinigungen oder Kratzer auf der Oberfläche können mit Sand unter einem Wasserstrahl beseitigt werden. Dabei können die Reflexionseigenschaften weitgehend wiederhergestellt werden. Untersuchungen zur Verwitterung zeigen, dass keine Schädigungen aufgrund von atmosphärischer UV-Strahlung auftreten und keine optischen oder physikalischen Schädigungen bei längerer Lagerung in Salzwasser.
Der Reflexionsgrad von Spectralon liegt üblicherweise über 99 % im Wellenlängenspektrum zwischen 400 und 1500 nm und über 95 % zwischen 250 und 2500 nm. Spectralon ist auch in abgestuften Grautönen mit einem definiert geringeren Reflexionsgrad erhältlich. Dabei enthält das Material einen Anteil Kohlenstoff. Das Material zeigt ein stark lambertsches Reflexionsverhalten im Bereich von 257 bis 10600 nm, wobei der Reflexionsgrad bei Wellenlängen oberhalb des nahen Infrarot stark verringert ist. Spectralon absorbiert im Bereich von 2800 nm und zwischen 5400 und 8000 nm. Die Reflektivität liegt hier unterhalb von 20 %. Das Material hat eine Schädigungsgrenze von 4 Joule pro Quadratzentimeter. Daher ist es nur für Anwendungen mit geringer Leistung einsetzbar.
Das lambertsche Reflexionsverhalten entsteht durch die Struktur der Oberfläche und direkt darunter. Ein poröses Netzwerk aus Molekülketten produziert vielfache innere Reflexionen in den ersten zehntel Millimeter unterhalb der Oberfläche. Dadurch reflektiert eingestrahltes Licht diffus. Spectralon kann Licht teilweise entpolarisieren, dieser Effekt verringert sich allerdings bei großen Einfallswinkel.

## Anwendungen
Spectralon ist in drei Qualitätsstufen erhältlich: optische Güte, Laser- und Raumfahrt-Güte. Spectralon der Klasse optische Güte ist hochreflektierend und ideal diffus. Die Klasse Laser-Güte hat die gleichen physikalischen Eigenschaften, ist allerdings mit einer anderen Materialmischung auf den Einsatz in optischen Pumpen optimiert. Es wird in verschiedenen „seitlich gepumpten“ Lasern eingesetzt. Spectralon, das mit Raumfahrt-Güte klassifiziert wurde, wird in der Raumfahrt für Anwendungen der Fernerkundung in Satelliten eingesetzt.

## Geschichte
Spectralon wird seit 1986 von Labsphere vertrieben.